# Félix Lambán
Félix Lambán Ventura (Ejea de los Caballeros, 1925 – Ejea de los Caballeros, 3 de julio de 2013) fue un luchador de lucha libre aragonés, que fue campeón del mundo.
Su afición por la lucha libre comenzó en la bodega Mariano Murillo de la calle de la Concordia de Ejea, donde unos amigos hicieron un ring con cuatro barriles unidos con sogas. Ahí comenzó a practicar con lucha su hermano Emilio, Antonio Posa y Antonio Morlans, entre otros. Hizo el servicio militar en Zaragoza y allí entrenó en el Gimnasio Zaragoza, de la calle Predicadores. En 1948 se federó en la Federación Aragonesa de lucha, de nueva creación. Su primer combate fue el 21 de febrero de 1948 en el trinquete del Cinema Zaragoza, y ganó. Rápidamente se volvió un luchador popular y habitual de los mejores combates de Zaragoza celebrados en la sala Jai Alai y en la plaza de toros de la Misericordia.
A comienzos de 1949 había participado en 96 combates y era campeón de Aragón. Los siguientes años consiguió el título de Campeón de España (1950 y 1952), de Europa (1952) y del Mundo en 1954 luchando contra el húngaro Stan Karoly en la Sala Price de Barcelona, títulos que defendió con éxito en varios combates y que le llevaron a luchar fuera de España. Junto al luchador español Eduardo Castillo luchó en la modalidad de exhibición catch a cuatro, donde luchan parejas de luchadores, e hicieron muchas actuaciones en Estados Unidos bajo el nombre de Los Godos.